# Jau-Dignac-et-Loirac
 Jau-Dignac-et-Loirac  là một xã thuộc tỉnh Gironde trong vùng Nouvelle-Aquitaine tây nam nước Pháp.